# Bam-eul geonneun seonbi
Bam-eul geonneun seonbi (hangeul: 밤을 걷는 선비, lett. Il seonbi che cammina di notte; titolo internazionale Scholar Who Walks the Night) è una serie televisiva sudcoreana trasmessa su MBC dall'8 luglio al 10 settembre 2015 e basata sull'omonimo manhwa scritto da Jo Joo-hee e illustrato da Han Seung-hee.

## Trama
La serie è ambientata in un Joseon alternativo, in cui il vampiro malvagio Gwi detta legge sui sovrani dal proprio nascondiglio sotto il palazzo reale e si sbarazza di chiunque cerchi di ostacolarlo. Il principe ereditario Junghyun riesce a trovare il modo di eliminarlo, ma Gwi lo uccide prima che possa metterlo in atto. Contro la propria volontà, il migliore amico del principe, il funzionario dell'Ufficio dei consulenti speciali (Hongmungwan) Kim Sung-yeol, viene trasformato in vampiro dal maestro di Gwi affinché possa combattere contro di lui e, intanto, vendicare la morte dell'amata Lee Myung-hee, sacrificatasi per permettergli di completare la trasformazione. Sung-yeol trascorre così i successivi centoventi anni a cercare il diario del principe Junghyun, sul quale è annotato il piano per uccidere Gwi. Per trovarlo assume Jo Yang-sun, una ragazza che si è sempre vestita da uomo e che lavora come libraia per mantenere la propria famiglia. I due si innamorano gradualmente, mentre alla lotta contro Gwi, aiutato da Choi Hye-ryung, una nobile identica a Myung-hee, si unisce il principe ereditario Lee Yoon.

## Personaggi
- Kim Sung-yeol, interpretato da Lee Joon-gi
Funzionario dell'Ufficio dei consulenti speciali (Hongmungwan) amico del principe ereditario Junghyun. Al contrario di molti altri vampiri, mantiene la propria umanità anche dopo la trasformazione, e può sfuggire agli effetti brucianti del Sole grazie ad una sottoveste nera magica.
- Lee Yoon, interpretato da Changmin
Nipote del re e suo erede, deciso a contrastare Gwi e a vendicare la morte del proprio padre.
- Gwi, interpretato da Lee Soo-hyuk
Vampiro ultracentenario che ha contribuito alla fondazione di Joseon. Fu convocato per aiutare il re a stabilizzare il proprio potere, finendo con il controllare lui e tutti i suoi successori.
- Jo Yang-sun, interpretata da Lee Yu-bi
Giovane libraia che non ricorda nulla di quanto successo prima del suo decimo anno di vita.
- Choi Hye-ryung, interpretata da Kim So-eun
Figlia del primo ministro, aiutante di Gwi, al quale fu venduta dal padre per il potere. Aspira a sposare il principe ereditario e ritrovarsi così in una posizione superiore a quella del suo genitore.
- Soo-hyang, interpretata da Jang Hee-jin
Gisaeng tenutaria del gibang Hwayang-gak, servitrice di Sung-yeol, che ama e che la salvò da piccola.
- Baek In-ho, interpretato da Han Jung-soo
Maestro di arti marziali di Lee Yoon.
- Ho-jin, interpretato da Choi Tae-hwan
Servitore di Sung-yeol.
- Re Hyeonjo, interpretato da Lee Soon-jae
Nonno di Lee Yoon, padre del principe Sadong, contrasta Gwi in segreto.
- Principe ereditario Sadong, interpretato da Jang Seung-jo
Padre di Lee Yoon, accusato di tradimento dieci anni prima e ucciso da Gwi.
- Noh Chang-sun, interpretato da Kim Myung-gon
Professore di Hongmungwan, ministro della sinistra e alleato del re nella lotta a Gwi.
- Noh Hak-yong, interpretato da Yeo Eui-joo
Nipote di Noh Chang-sun, amico di Yoon.
- Jo-saeng, interpretato da Jung Gyu-soo
Padre adottivo di Yang-sun, ex-libraio del principe ereditario Sadong.
- Kkot-boon, interpretata da Oh Yoon-hong
Madre adottiva di Yang-sun.
- Dam, interpretata da Park So-young
Sorella adottiva di Yang-sun, paraplegica.
- Principe ereditario Junghyun, interpretato da Lee Hyun-woo
- Lee Myung-hee, interpretata da Kim So-eun
Primo amore di Sung-yeol, cresciuta nella sua famiglia come figlia adottiva.
- Hyeon-gyu, interpretato da Kwon Si-hyun
Guardia del corpo di Hye-ryung.

## Ascolti
| Episodio | Data di trasmissione | Dati TNMS           | Dati TNMS                  | Dati AGB            | Dati AGB                   |
| Episodio | Data di trasmissione | A livello nazionale | Area metropolitana di Seul | A livello nazionale | Area metropolitana di Seul |
| -------- | -------------------- | ------------------- | -------------------------- | ------------------- | -------------------------- |
| 1        | 8 luglio 2015        | 7,4%                | 9,1%                       | 7,7%                | 8,1%                       |
| 2        | 9 luglio 2015        | 6,8%                | 8,9%                       | 6,8%                | 7,3%                       |
| 3        | 15 luglio 2015       | 7,2%                | 9,1%                       | 7,7%                | 7,8%                       |
| 4        | 16 luglio 2015       | 7,1℅                | 8,2%                       | 7,7℅                | 8,5℅                       |
| 5        | 22 luglio 2015       | 7,3℅                | 9,0℅                       | 7,8℅                | 8,9℅                       |
| 6        | 23 luglio 2015       | 6,4℅                | 7,5℅                       | 7,9℅                | 8,7℅                       |
| 7        | 29 luglio 2015       | 6,9℅                | 8,0℅                       | 7,9℅                | 8,3℅                       |
| 8        | 30 luglio 2015       | 7,3℅                | 7,9℅                       | 7,4℅                | 7,8℅                       |
| 9        | 5 agosto 2015        | 7,4%                | 8,7℅                       | 8,5%                | 8,6℅                       |
| 10       | 6 agosto 2015        | 6,5℅                | 7,5℅                       | 7,4℅                | 7,4℅                       |
| 11       | 12 agosto 2015       | 6,5℅                | 7,7℅                       | 6,9℅                | 6,8℅                       |
| 12       | 13 agosto 2015       | 6,3℅                | 7,1℅                       | 7,4℅                | 7,1℅                       |
| 13       | 19 agosto 2015       | 7,3℅                | 7,9℅                       | 7,6℅                | 7,3℅                       |
| 14       | 20 agosto 2015       | 6,6℅                | 7,2℅                       | 7,0℅                | 7,5℅                       |
| 15       | 26 agosto 2015       | 6,5℅                | 7,1℅                       | 6,5℅                | 6,5%                       |
| 16       | 27 agosto 2015       | 5,9℅                | 6,6%                       | 6,8%                | 6,9℅                       |
| 17       | 2 settembre 2015     | 7,2℅                | 7,9℅                       | 8,0℅                | 7,8℅                       |
| 18       | 3 settembre 2015     | 7,1℅                | 7,8℅                       | 7,9℅                | 8,0℅                       |
| 19       | 9 settembre 2015     | 7,3℅                | 8,3℅                       | 6,2℅                | 9,3%                       |
| 20       | 10 settembre 2015    | 7,2%                | 8,0%                       | 7,7%                | 7,9%                       |
| Media    | Media                | 6,9%                | 8,0%                       | 7,4%                | 7,8%                       |

## Colonna sonora
1. Secret Paradise – Jang Jae-in
2. Sad Wind – Eun Ga-eun
3. Love You Again – Yook Sung-jae
4. Don't Cry – G.NA
5. Without You – Beast
6. Addiction – Kimbo

## Riconoscimenti
| Anno | Premio           | Categoria                                   | Ricevente    | Risultato       |
| ---- | ---------------- | ------------------------------------------- | ------------ | --------------- |
| 2015 | MBC Drama Awards | Best New Actor in a Miniseries              | Lee Soo-hyuk | Vincitore/trice |
| 2015 | MBC Drama Awards | Best New Actress in a Miniseries            | Lee Yu-bi    | Vincitore/trice |
| 2015 | MBC Drama Awards | Best New Actress in a Miniseries            | Kim So-eun   | Candidato/a     |
| 2015 | MBC Drama Awards | Top 10 Stars Award                          | Lee Joon-gi  | Vincitore/trice |
| 2015 | MBC Drama Awards | Top Excellence Award, Actor in a Miniseries | Lee Joon-gi  | Candidato/a     |
| 2015 | MBC Drama Awards | Excellence Award, Actress in a Miniseries   | Lee Yu-bi    | Candidato/a     |